# Adam Nowotny (prawnik)
Adam Nowotny (ur. 1901 w Nowym Targu, zm. 1949 w Brighton) – doktor prawa, prokurator Sądu Apelacyjnego w Katowicach oraz Sądu Najwyższego II RP.

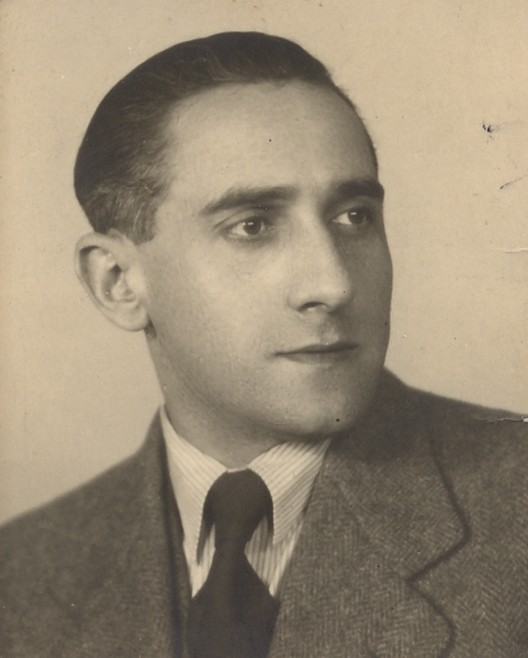
Adam Nowotny

## Życiorys
Adam Nowotny urodził się w 1901 r. w Nowym Targu w rodzinie Kazimierza Nowotnego, adwokata i właściciela ziemskiego oraz Matyldy Nowotnej z d. Mrowec. Był czwartym z sześciorga rodzeństwa po: Stanisławie Nowotnym (1895–1942), inżynierze chemiku, legioniście, kawalerowi Orderu Virtuti Militari; Bogumile Nowotnym; Annie Nowotny-Mieczyńskiej (1899–1982) profesor biochemii w Instytucie Uprawy i Nawożenia Gleby w Puławach – młodsze rodzeństwo: Franciszek Nowotny (1904–1972) profesor biochemik Wyższej Szkoły Rolniczej w Krakowie i Maria Nowotny.
W Nowym Targu ukończył szkołę powszechną, a następnie w 1919 r. Gimnazyum (obecnie I LO). Prawo studiował w Krakowie. W roku 1924 uzyskał stopień doktora prawa. Aplikację sędziowską odbył w Krakowie, po czym w roku 1928 mianowany został podprokuratorem Sądu Okręgowego w Chorzowie, a następnie 31 maja 1928 r. podprokuratorem Sądu Okręgowego w Katowicach. Wiceprokuratorem Sądu Okręgowego mianowany został w roku 1930 i w tym charakterze w latach 1931—1934 prowadził rejon spraw politycznych i spraw wyjątkowego znaczenia. W 1934 r. mianowany został wiceprokuratorem Sądu Apelacyjnego w Katowicach. W roku 1936 ustanowiony został zastępcą prokuratora Sądu Apelacyjnego w Katowicach. Po śmierci prokuratora Sądu Apelacyjnego dra Mariana Tokarskiego Minister Sprawiedliwości powierzył mu pełnienie obowiązków Prokuratora Sądu Apelacyjnego w Katowicach. Obowiązki te pełnił od 12 stycznia do 13 maja 1938 r. Będąc wiceprokuratorem Sądu Apelacyjnego w Katowicach brał udział jako oskarżyciel w licznych procesach przeciwko szpiegom niemieckim, m.in. w sławnym procesie Jana Glodnego i dowodzonej przez niego grupy Jugendgruppebeim Volksbund. Grupa organizowała szkolenia i patrole, tworzyła listy gończe z nazwiskami Polaków do likwidacji, na użytek Gestapo. Dr Adam Nowotny znalazł się na tej liście. Od 1939 r. był prokuratorem Sądu Najwyższego w Warszawie.
Na emigracji współpracował z rządem RP na uchodźstwie. Był członkiem komisji prawników powołanej przez ministra sprawiedliwości prof. Wacława Komarnickiego do zbadania przyczyn katastrofy na Gibraltarze w której zginął gen. Władysław Sikorski. Na czele komisji stał prof. Tadeusz Cyprian, a uczestnikami byli dr Adam Nowotny i mgr Jerzy Jaczynowski.
Zmarł w Brighton na południu Anglii, 26 czerwca 1949 r.

## Ordery i odznaczenia
- Złoty Krzyż Zasługi (10 listopada 1933)[3]